# Fédération brésilienne de rugby à XV
La Fédération brésilienne de rugby à XV est l'instance qui régit l'organisation du rugby à XV au Brésil.
Le rôle de cette fédération nationale est successivement rempli par trois organismes distincts : l'União de Rugby do Brasil, l'Associação Brasileira de Rugby puis la Confederação Brasileira de Rugby.

## Historique

### De 1963 à 1972
L'União de Rugby do Brasil est fondée le 6 octobre 1963 à São Paulo, afin d'organiser la pratique du rugby au Brésil, sous l'impulsion de Harry Donovan et Jimmy Macintyre. La première édition du championnat du Brésil voit ainsi le jour en 1964.

### Depuis 1972 à 2010
L'Associação Brasileira de Rugby est fondée le 20 décembre 1972, et reconnue par le Conseil national des sports (pt). Elle remplace alors l'União de Rugby do Brasil dans son rôle,,.
Le 14 octobre 1988, elle est l'une des cinq fédérations nationales à l'initiative de la création de la Confederación Sudamericana de Rugby, organisme régissant le rugby sur le continent sud-américain. Elle intègre en 1990 la Fédération internationale de rugby amateur, jusqu'en 1999, date à laquelle cette dernière réduit son périmètre d'action au continent européen.
Elle devient ensuite en 1995 membre de l'International Rugby Board, organisme international du rugby à XV.

### Depuis 2010
La Confederação Brasileira de Rugby succède officiellement à l'Associação Brasileira de Rugby, un an après que le rugby à sept ait acquis le statut de sport olympique et dont l'introduction est prévue dans le cadre des Jeux olympiques de 2016 organisés à Rio de Janeiro,.
La fédération brésilienne est gouvernée par six fédérations d'États : celles de État de São Paulo, Rio de Janeiro, Minas Gerais, Paraná, Santa Catarina et Rio Grande do Sul.
Dans le cadre de la deuxième édition des Women's Sevens World Series, pendant la saison 2013-2014 (en), le tournoi brésilien est ajouté en tant que l'une des deux nouvelles étapes du tournoi mondial. Sa création a entre autres pour objectif de préparer la Fédération brésilienne à organiser des compétitions internationales, ainsi que d'accompagner cette dernière afin d'améliorer la compétitivité de ses équipes nationales, en vue de leur participation aux Jeux olympiques de Rio de Janeiro. L'organisation du tournoi est reconduite en 2015, et en 2016.

## Identité visuelle
L'un des logos de l'Associação Brasileira de Rugby met en avant le Victoria regia, nénuphar géant jusqu'alors symbole officiel du rugby brésilien  avant l'adoption des Tupis.
En 2014, la Confederação Brasileira de Rugby modifie son logo, remplaçant l'acronyme CBRu par la mention Brasil Rugby, afin d'en augmenter la lisibilité et l'identification au rugby.

Évolution du logo de l'União de Rugby do Brasil

Évolution du logo de l'Associação Brasileira de Rugby

Évolution du logo de la Confederação Brasileira de Rugby
Logo de 2010 à 2014.
Logo depuis 2014.

## Présidents
Les personnes suivantes se succèdent au poste de président de la fédération :
- depuis 2019 : Jean-Luc Jadoul[19].